# Gino Baldo
Luigi Baldo noto come Gino Baldo (Padova, 20 febbraio 1884 – Milano, 3 febbraio 1961) è stato un fumettista e illustratore italiano attivo durante gli anni 30 e 40 del Novecento.

## Biografia
Figlio di Emma Lazzaroni e di Attilio Baldo, studiò a Parigi dove iniziò anche a realizzare e vendere i suoi primi disegni umoristici collaborando con numerose riviste. Nel 1911, insieme a un gruppo di artisti francesi, espose alcune sue opere alla mostra internazionale di umorismo al Frigidarium di Rivoli. Tornato a Parigi, nel 1914 fondò un periodico, L'Antiboche, pubblicato fino al 1915 quando decise di tornare in Italia per arruolarsi volontario. Nel primo dopoguerra si trasferì a Milano dove riprese l'attività di illustratore e caricaturista collaborando con il settimanale Il Secolo Illustrato e alla Sera e, dal 1919, con altre pubblicazioni come Satana Beffa, Artista moderno; nel 1920 iniziò a collaborare anche con il Secolo XX, e con l'editore Sonzogno e Bemporad per l'illustrazione di volumi. Per tutto il decennio collaborò come illustratore con diverse riviste e periodici come Il Balilla, Novella, Il Giornale illustrato dei viaggi, Il Giornalino della domenica.
Dal 1930 e per oltre venti anni collaborò come illustratore e fumettista con il Corriere dei Piccoli creando personaggi e diverse serie umoristici come Sor Pedante Pelnevallo, Procopio, Pelnellovo, Le imprese di Joe Macké Poliziotto, Le paternali di Sor Pedante, I dubbi del Sor Tentenna, Pinocchietto figlio di Pinocchio. Collaborò anche con il Guerin Meschino per il quale illustrò anche gli almanacchi annuali; collaborò complessivamente a oltre una trentina di periodici per l'infanzia o satirici oltre che illustrazioni per la UTET per l'enciclopedia per ragazzi Il Tesoro (1939-47) e per i volumi Le meraviglie della meccanica e Le meraviglie della luce e del suono della collana "La scala d'oro", oltre a illustrazioni per romanzi e in ambito pubblicitario per diversi altri editori.